# اعزيب (سيدي بوعثمان)
اعزيب هي إحدى مشيخات المملكة المغربية، تتبع جغرافيا لإقليم الرحامنة وإداريًا لسيدي بوعثمان. يقدر عدد سكانها بـ 4705 نسمة حسب الإحصاء الرسمي للسكان والسكنى لسنة 2004.